# Kei Hata
Kei Hata (畑恵, Hata Kei), née le 15 février 1962, est une femme politique japonaise, représentant la circonscription proportionnelle pour le Shinshintō puis pour le Parti libéral-démocrate à la Chambre des conseillers du Japon de 1995 à 2001.
À la suite d'un scandale d'adultère, elle met fin à sa carrière politique et se consacre à une carrière académique.

## Jeunesse, études et carrière pré-électorale
Hata naît le 15 février 1962 à Tokyo. Elle effectue ses études supérieures à la faculté de lettres de l'université Waseda, avant de rejoindre la NHK en 1984 en tant que présentatrice. Elle participe également à l'émission phare de TV Asahi : Sunday Project (ja).
En 1992, elle poursuit son cursus universitaire en France, où elle complète son parcours à l'ESMC en politique et gestion culturelle, ainsi qu'à l'école du Louvre en histoire de l'art.

## Carrière électorale
Après sa carrière médiatique, Hata commence une carrière politique en en 1994, lors de la création du parti Shinshintō. Elle se présente aux élections à la Chambre des conseillers du Japon de 1995 (en), sous l'investiture de ce dernier,. Élue à l'issue de ce scrutin, elle fait son entrée à la Diète du Japon. Elle rejoint par la suite le Parti libéral-démocrate,.
Sa réputation est néanmoins entachée par un scandale d'adultère, et elle ne parvient pas à être réélue en 2001, alors qu'elle est candidate dans la circonscription électorale de Tokyo, cette fois en tant qu'indépendante,,.

## Carrière post-électorale
Après sa carrière politique, Hata devient vice-présidente en 2001 de la société éducative Sakushin (ja) à Utsunomiya, puis présidente en 2013,, en collaboration avec Shinya Yamanaka, prix Nobel de médecine japonais. En parallèle, elle reprend en 2001 ses études et commence un doctorat en sciences politiques. Elle ouvre également en 2003 une galerie d'art.
Hata devient également chroniqueuse et commentatrice d'actualités politique sur différents sites et journaux.

## Prises de positions
Durant son mandat de parlementaire, Hata s'est spécialisée dans les questions liées à la coopération internationale et sur les révolutions technologiques.

## Vie privée
Kei Hata épouse Hajime Funada (en) en 1999, qu'elle rencontre en 1994 lors de la fondation du parti Shinshintō. Elle débute une relation adultérine avec lui, Funada étant marié et père d'un enfant en bas âge. Après que leur relation a été révélée dans la presse japonaise en 1996, Funada divorce, et épouse Hata. Cet épisode entache la réputation des deux politiques, qui perdent leurs deux élections respectives suivant la révélation du scandale.